# José Isbert
José Isbert (auch als Pepe Isbert bekannt; * 3. März 1886 in Madrid als José Ysbert Alvarruiz; † 28. November 1966 ebenda) war einer der bekanntesten spanischen Schauspieler.

## Leben
Nach einer Ausbildung zum Betriebswirt entschied sich Isbert für eine Schauspielerlaufbahn. Mit 19 Jahren debütierte er im Teatro Apollo in Madrid. Danach gehörte Isbert sechzehn Jahre lang dem Teatro Lara an, mit dem er Tourneen durch ganz Spanien und Lateinamerika unternahm. 1935 gründete er eine eigene Theatergruppe.
1912 debütierte er im Film, wirkte aber nur in wenigen Stummfilmen mit. In den 1930er Jahren drehte er mehrere Tonfilme. Erst in den 1940er Jahren begann Isberts eigentliche Filmkarriere, von 1941 bis 1967 spielte er in über 100 Filmen mit. Der 1,66 m große Schauspieler gab meist den typischen spanischen Bürger, wobei er diese Charakterrolle sowohl in Melodramen als auch in Komödien verkörperte. Zu seinen bekanntesten Rollen zählen der Bürgermeister in Berlangas Willkommen, Mr. Marshall, der Film wurde 1953 in Cannes als beste Komödie ausgezeichnet, und zehn Jahre später die Titelrolle in Berlangas Der Henker. 
1958 wurde Isbert für sein Lebenswerk mit dem Premio del Sindicato Nacional de Espectáculo ausgezeichnet. 1960 erschienen seine Memoiren unter dem Titel Ma vida artistica. 1964 musste er sich wegen eines Kehlkopfleidens vom Film zurückziehen.
José Isbert war mit Elvira Soriano verheiratet. Seine Tochter María Isbert und sein Enkel Tony Isbert wurden ebenfalls Schauspieler.

## Filmografie (Auswahl)
- 1912: Asesinato y entierro de canalejas – Regie: Adelardo Fernández
- 1931: La pura verdad – Regie: Florián Rey
- 1932: ¿Cuándo te suicidas? – Regie: Manuel Romero
- 1936: El bailarin y el trabajador – Regie: Luis Marquina
- 1944: Te quiero para mí – Regie: Ladislao Vajda
- 1944: El testamento del virrey – Regie: Ladislao Vajda
- 1944: Ella, él y sus millones – Regie: Juan de Orduña
- 1945: El fantasma y doña Juanita – Regie: Rafael Gil
- 1949: Pacto de silencio – Regie: Antonio Román
- 1953: Die Liebenden von Toledo (Les Amants de Tolède)
- 1953: Willkommen, Mr. Marshall (Bienvenido, Mr. Marshall!)
- 1954: Die wunderbare Liebe der Bianca Maria (Un caballero andaluz)
- 1956: Calabuig (Calabuch)
- 1957: Der Hund, der „Herr Bozzi“ hieß (Un angelo è sceso a Brooklyn)
- 1957: Los jueves, milagro – Regie: Luis García Berlanga
- 1958: La vida por delante – Regie: Fernando Fernán Gómez
- 1960: Der Rollstuhl (El cochecito)
- 1961: Tolpatsch macht Karriere (Policarpo, ufficiale di scrittura) – Regie: Mario Soldati
- 1962: La gran familia – Regie: Fernando Palacios
- 1963: Der Henker (El verdugo) – Regie: Luis García Berlanga
- 1964: Los dinamiteros – Regie: Juan G. Atienza